# Пилипчук, Андрей Васильевич
Андре́й Васи́льевич Пилипчу́к (род. 1969, Прохладный, Кабардино-Балкарская АССР) — российский военный и деятель органов внутренних дел. Начальник Управления МВД России по взаимодействию с институтами гражданского общества и средствами массовой информации с 28 июля 2012 по 8 мая 2015. Генерал-майор внутренней службы (2014).

## Биография
Родился в 1969 городе Прохладный Кабардино-Балкарской АССР.
В 1990 окончил Новосибирское высшее военно-политическое общевойсковое училище имени 60-летия Великого Октября. Окончил Российская академия государственной службы при Президенте Российской Федерации.
С 1997 работал в печатных изданиях Министерства обороны Российской Федерации. Работал на Северном Кавказе и Чеченской Республике — выполнял задачи по организации работы российских и иностранных журналистов в зоне проведения контртеррористической операции на Северном Кавказе, а также участвовал в информационном обеспечении различных политических мероприятий в Чечне. Службу в Вооружённых силах Российской Федерации закончил в редколлегии газеты «Красная Звезда».
В органах внутренних дел с 2007. Возглавлял пресс-службу Главного управления экономической безопасности и противодействия коррупции МВД России.
С 28 июля 2012 по 8 мая 2015 — начальник Управления МВД России по взаимодействию с институтами гражданского общества и средствами массовой информации. 
Указом Президента Российской Федерации от 21 февраля 2014 присвоено специальное звание звание «генерал-майор внутренней службы».
Начальник департамента Управления администрации Президента Российской Федерации по вопросам государственной службы и кадров.

## Классный чин
- Действительный государственный советник Российской Федерации 3-го класса (8 июня 2018)[5]

## Награды
Государственные
- Орден «За военные заслуги»
- Орден Почёта
- Медаль ордена «За заслуги перед Отечеством» II степени
- Медаль «За отличие в воинской службе» II степени
- Благодарность Президента Российской Федерации (29 декабря 2003) — за активное участие в становлении государственно-правовых институтов в Чеченской Республике[6]

Ведомственные
- Медаль «За воинскую доблесть» I, II степеней (Минобороны России)
- Медаль «Генерал армии Маргелов» (Минобороны России)
- Медаль «Адмирал Флота Советского Союза С. Г. Горшков» (Минобороны России)
- Знак отличия «За службу на Кавказе» (Минобороны России)
- Медаль «За отличие в службе» I, II, III степеней (МВД России)
- Медаль «200 лет МВД России» (МВД России)
- Нагрудный знак «За верность долгу» (МВД России)

Общественные
- Медаль «За ратную доблесть» (Боевое Братство)